# Comerica Bank Challenger 1999
Il Comerica Bank Challenger 1999 è stato un torneo di tennis facente parte della categoria ATP Challenger Series nell'ambito dell'ATP Challenger Series 1999. Il torneo si è giocato a Aptos negli Stati Uniti dal 12 al 18 luglio 1999 su campi in cemento.

## Vincitori

### Singolare
Michael Hill ha battuto in finale  Harel Levy con il punteggio di 6–7, 6–4, 6–2

### Doppio
Michael Hill /  Scott Humphries hanno battuto in finale  Harel Levy /  Lior Mor con il punteggio di 7–6, 1–6, 7–5